# میوچوال فیلم کامپنی
میوچوال فیلم کامپنی (انگلیسی: Mutual Film Company) یک شرکت فیلم سازی آمریکایی است که در هالیوود، لس آنجلس قرار دارد. این شرکت ابتدا توسط سرمایه‌داری به نام گری لوینسون در سال ۱۹۸۹ با نام «کلاسیکو انترتینمنت» تأسیس شد و در سال ۱۹۹۵ با «شرکت مارک گوردون» ترکیب شد و «کلاود ناین انترتینمنت» را تشکیل داد. میوچوال فیلم کامپنی در واقع یک شرکت سرمایه‌گذاری فیلم است که در تولید مشترک فیلم‌های بلند نقش داشته‌است. میوچوال به‌ویژه چندین فیلم بلند را برای پارامونت پیکچرز و یونیورسال پیکچرز تهیه و تأمین مالی کرده‌است.